# Норд (Гренландия)

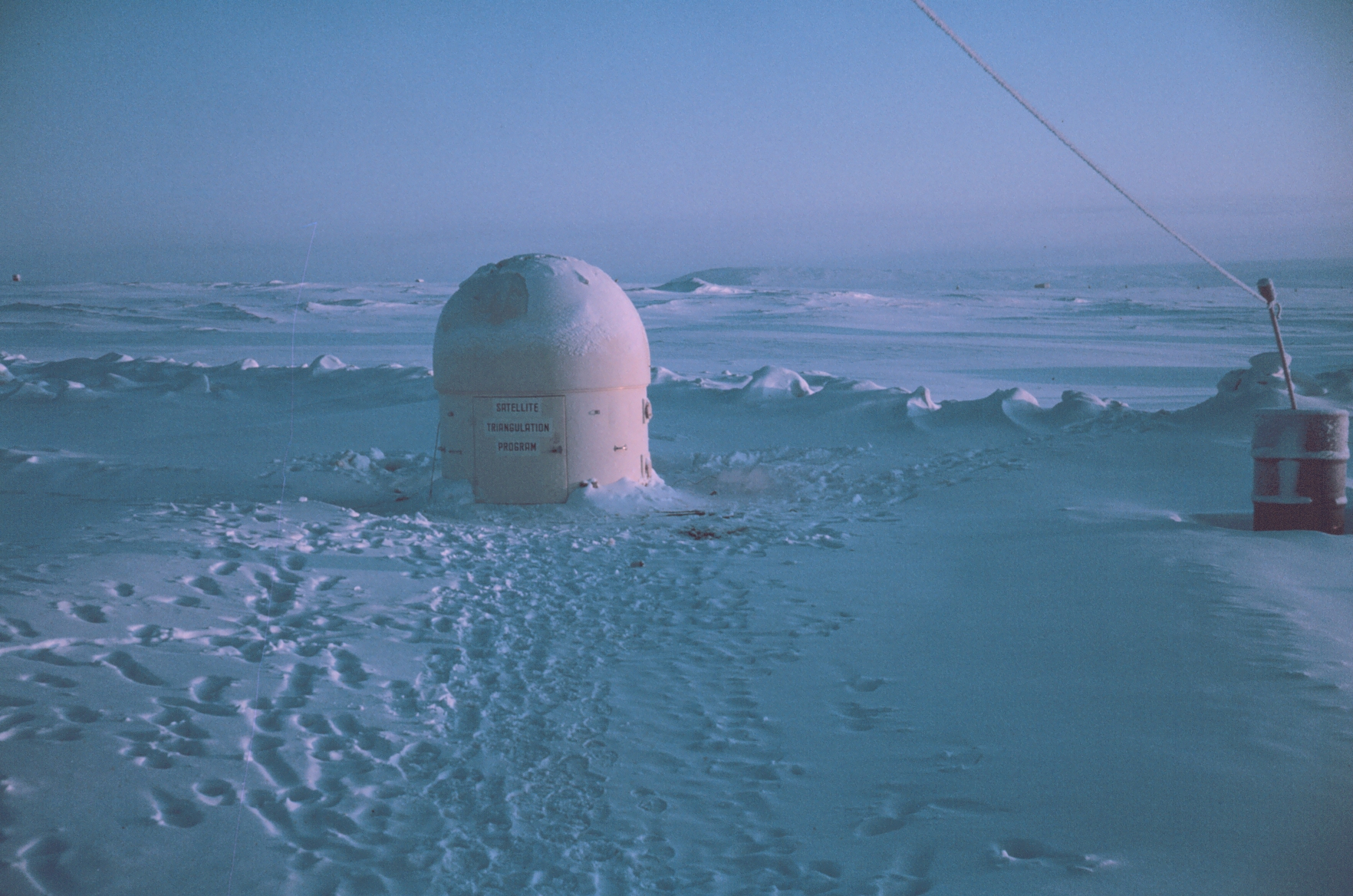
Норд, Гренландия

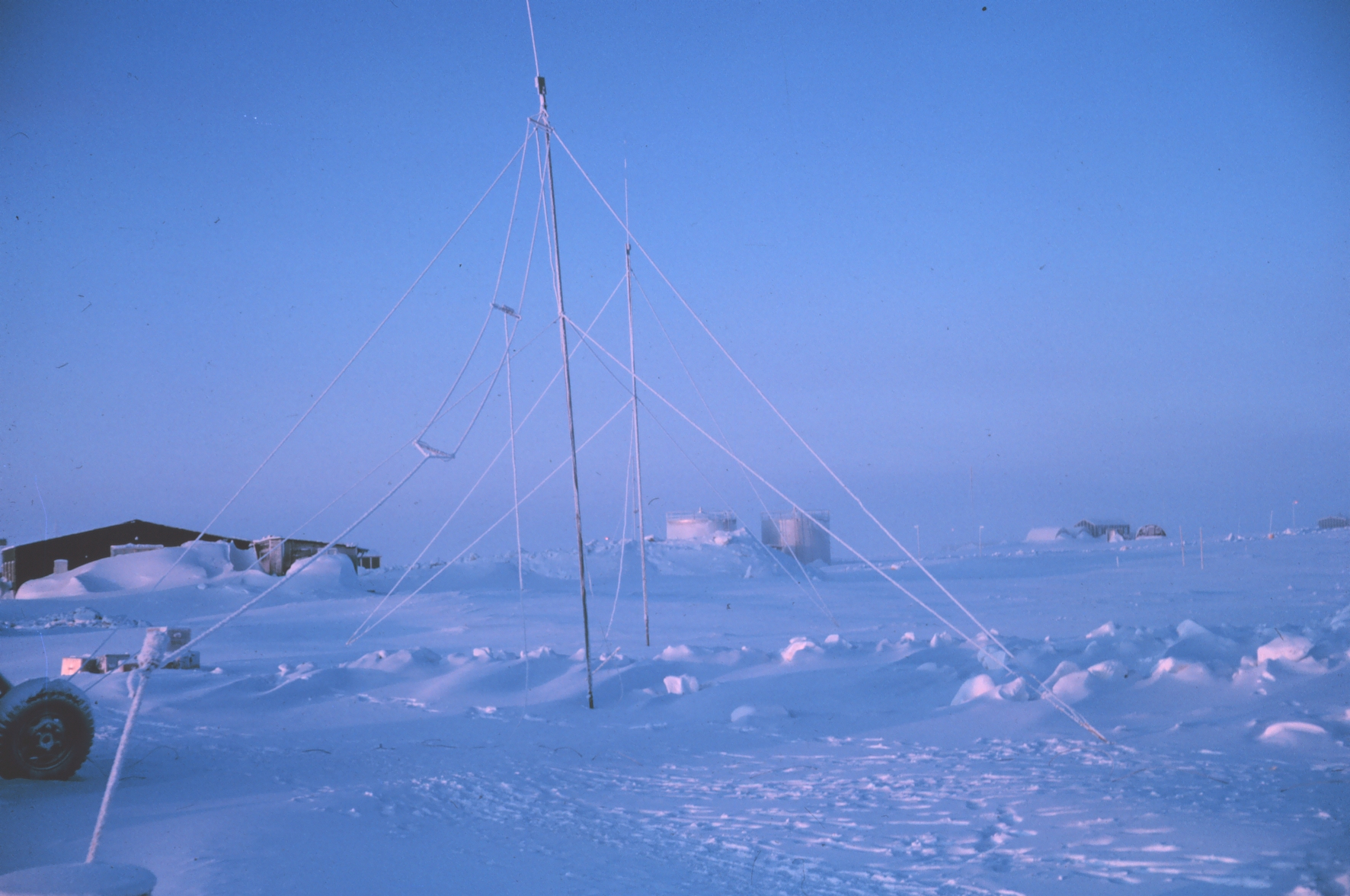
Норд в 1967 году

Норд, также станция Норд (гренл. Station Nord) — военная и научная станция в северо-восточной Гренландии, в 1700 километрах к северу от Северного Полярного круга и 924 километрах от Северного полюса. Располагается на полуострове Принцессы Ингеборг на Земле Кронпринца Кристиана и является самым северным постоянным поселением в Северо-Восточном Гренландском национальном парке и всей Гренландии в целом (на Земле Пири, ещё дальше к северу, расположены базы Брёнлундус и Мыс Харальда Мольтке, но они сезонные). Командование обороны Дании держит здесь базу с пятью моряками, сменяющимися каждые 26 месяцев. Летом также размещаются до 20 учёных и другого персонала. Станция имеет 35 строений. Ледовые условия позволяют пройти морем только раз в пять-десять лет, а потому станция снабжается по воздуху.
База находится под контролем Гренландского командования (Grønlandskommandoen) и обслуживается тремя датскими военнослужащими и пятью добровольцами, которые сменяются каждый год. ВПП открыта около 300 дней в году, для чего у персонала есть два больших снегоочистителя и два автобульдозера. Полярная ночь длится с 15 ноября до 28 января.

## История
Станция сооружалась компанией «Grønlands Televæsen» по заказу американской стороны с 1952 по 1956 год, как телекоммуникационная и метеорологическая станция, с собственной ВПП. Станция была необходима для получения метеосводок для авиабазы Туле, а также как дозаправочная база патруля Сириус. ВПП должна была использоваться американскими самолётами, действующими в полярном регионе, а также гражданской авиацией на трансполярных маршрутах. База сооружалась датскими рабочими на деньги датского правительства, но США обеспечивали транспортировку снаряжения и оборудования из Туле, а также содержание станции. Часть оборудования также была американской, с базы Туле. До своего закрытия в 1972 году станция считалась гражданской и обслуживалась Гренландской технической организацией (ГТО).
В апреле 1971 года американцы объявили, что прекратят поддерживать работу базы, так как она больше не нужна для операций в регионе. Датское правительство сочло содержание базы чересчур дорогостоящим и решило закрыть её. После закрытия в июне 1972 года многие датские учёные и военные протестовали, так как база нужна была для полётов в регионе и как станция санного патруля. В 1974 году Командование обороны приняло план по постройке базы патруля и ВПП, который начал выполняться с марта 1974 года. Усилиями датских ВВС, вертолётов «Grønlandsfly» и санного патруля были построены здания базы патруля. В следующем году добавилась метеостанция, и в августе 1975 года база открылась вновь. Кроме того, Норд стала базой поддержки других удалённых пунктов на северо-востоке Гренландии.
С 2009 года проходит совместная украинско-датская операция «Северный сокол» по перевозке топлива с ВВС США «Туле» на датскую полярную станцию «Норд» военно-транспортным самолётом Ил-76МД 25-й бригады транспортной авиации ВВС Украины.

## Климат
| Показатель                           | Янв. | Фев. | Март | Апр. | Май | Июнь | Июль | Авг. | Сен. | Окт. | Нояб. | Дек. | Год |
| ------------------------------------ | ---- | ---- | ---- | ---- | --- | ---- | ---- | ---- | ---- | ---- | ----- | ---- | --- |
| Абсолютный максимум, °C              | −5   | −5   | −2   | 2    | 6   | 10   | 14   | 13   | 5    | 1    | 1     | 2    | 14  |
| Средний суточный максимум, °C        | −27  | −26  | −27  | −18  | −6  | 2    | 6    | 4    | −6   | −18  | −22   | −24  | −14 |
| Средняя температура, °C              | −29  | −28  | −30  | −20  | −9  | 0    | 3    | 2    | −8   | −18  | −24   | −26  | −15 |
| Средний суточный минимум, °C         | −32  | −32  | −33  | −23  | −12 | −1   | 1    | 1    | −10  | −21  | −27   | −29  | −18 |
| Абсолютный минимум, °C               | −51  | −47  | −46  | −37  | −24 | −10  | −2   | −13  | −30  | −32  | −45   | −42  | −51 |
| Норма осадков, мм                    | 0,5  | 0,5  | 0,6  | 0,9  | 0,5 | 0,4  | 0,4  | 0,9  | 1,0  | 0,8  | 0,8   | 0,7  | 8,0 |
| Источник: Weatherbase, World climate |      |      |      |      |     |      |      |      |      |      |       |      |     |